# دايفيد هوبز
دايفيد هوبز (بالإنجليزية: David Hobbs)‏ هو مدرب كرة سلة أمريكي، ولد في 25 أبريل 1949 في لينشبرغ في الولايات المتحدة.